# Кристоф (герцог Шлезвиг-Гольштейнский)
Кристоф Шлезвиг-Гольштейн-Зондербург-Глюксбургский (нем. Christoph von Schleswig-Holstein-Sonderburg-Glücksburg; 22 августа 1949, Луисенлунд, Шлезвиг-Гольштейн — 27 сентября 2023, Луисенлунд, Шлезвиг-Гольштейн) — титулярный герцог Шлезвиг-Гольштейнский с 1980 года.

## Биография
Кристоф родился в Луизенлунде — семейном дворце семьи Глюксбургов, став вторым ребёнком в семье титулярного герцога Шлезвиг-Гольштейнского Петера (1922—1980) и его супруги принцессы Марии Аликс Шаумбург-Липпской (1923-2021). В семье уже росла сестра принцесса Марита, со временем появились брат Александр и сестра Ингеборга. По отцу является потомком королевы Виктории и императора Александра II. Входил в линию наследования британского трона.
В 1980 году его отец умер, и Кристоф унаследовал от него титул герцога Шлезвиг-Гольштейнского, а также стал главой Ольденбургского дома и династии Глюксбургов. Родственники Кристофа сейчас правят Данией и Норвегией, а также были монархами в Греческом Королевстве. Все они принадлежат к дому Глюксбургов. Носил титул Его Высочества.
Кристоф имел диплом в области сельскохозяйственного машиностроения. Служил резервистом в немецкой армии в течение двух лет. Имел звание лейтенанта.
С 1980 года он возглавлял семейный фонд Глюксбургов, которому принадлежит Глюксбургский замок. Принц также был собственником имений Луизенлунд и Грюнхольц и одним из крупнейших земельных собственников в Шлезвиге.

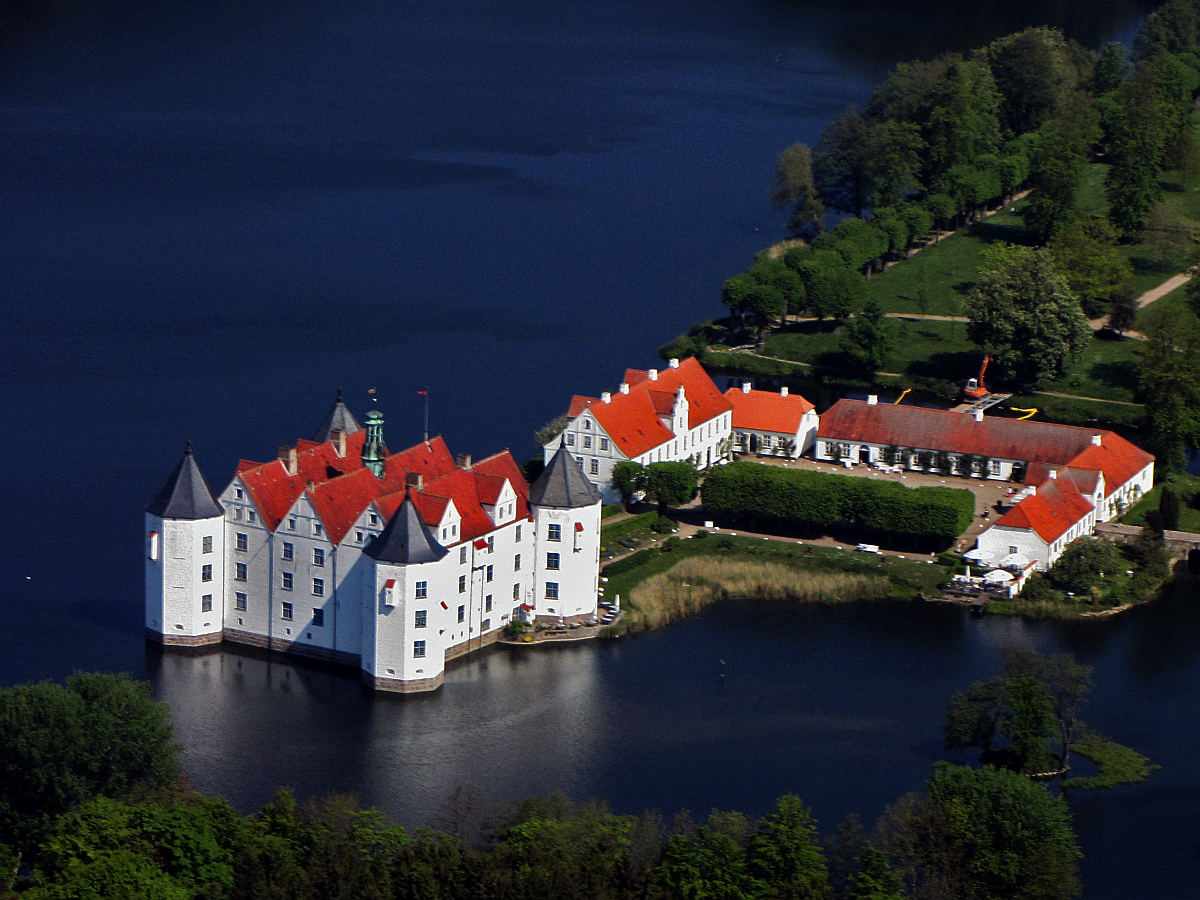
Замок Глюксбург
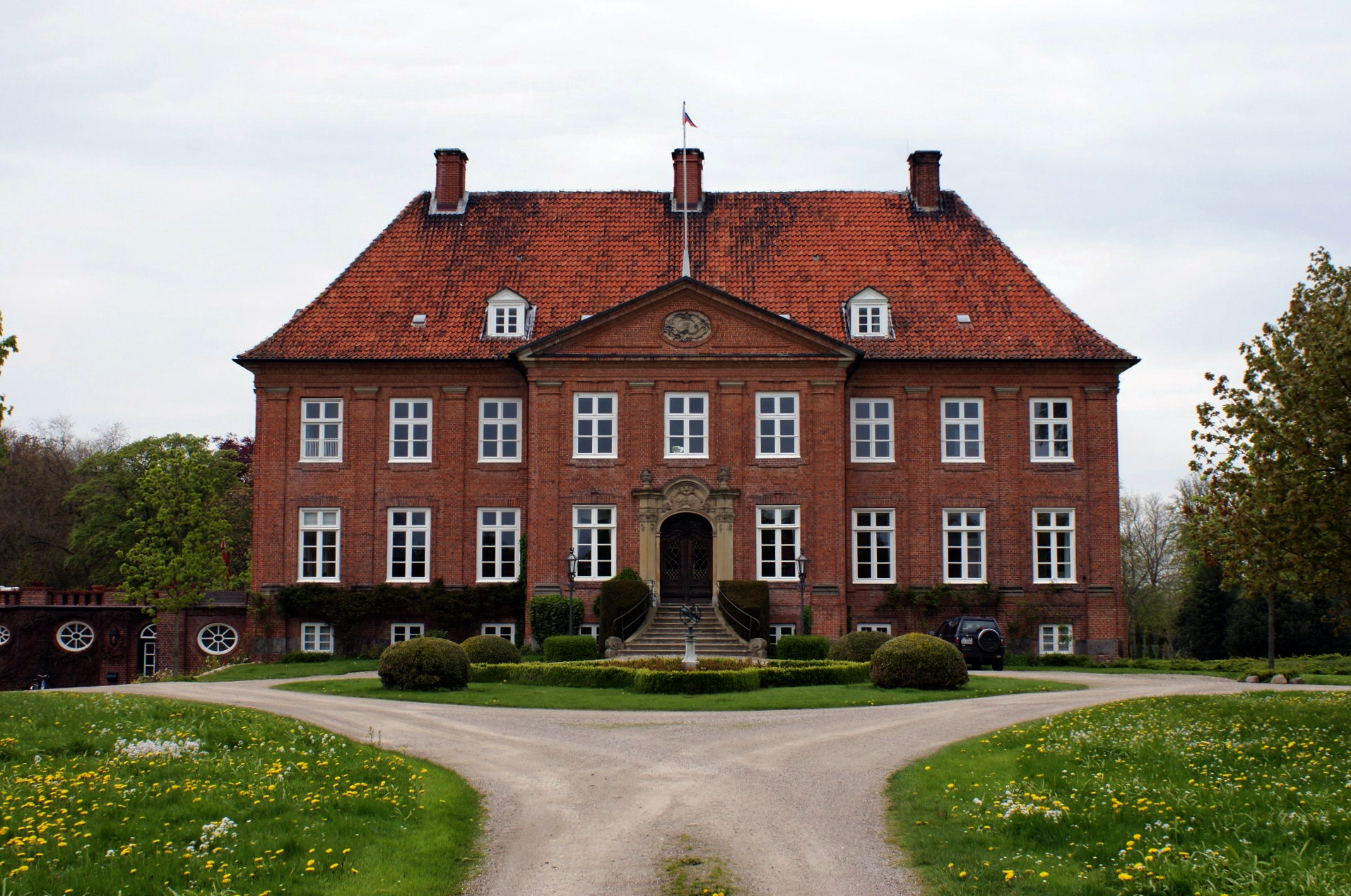
Имение Грюнхольц
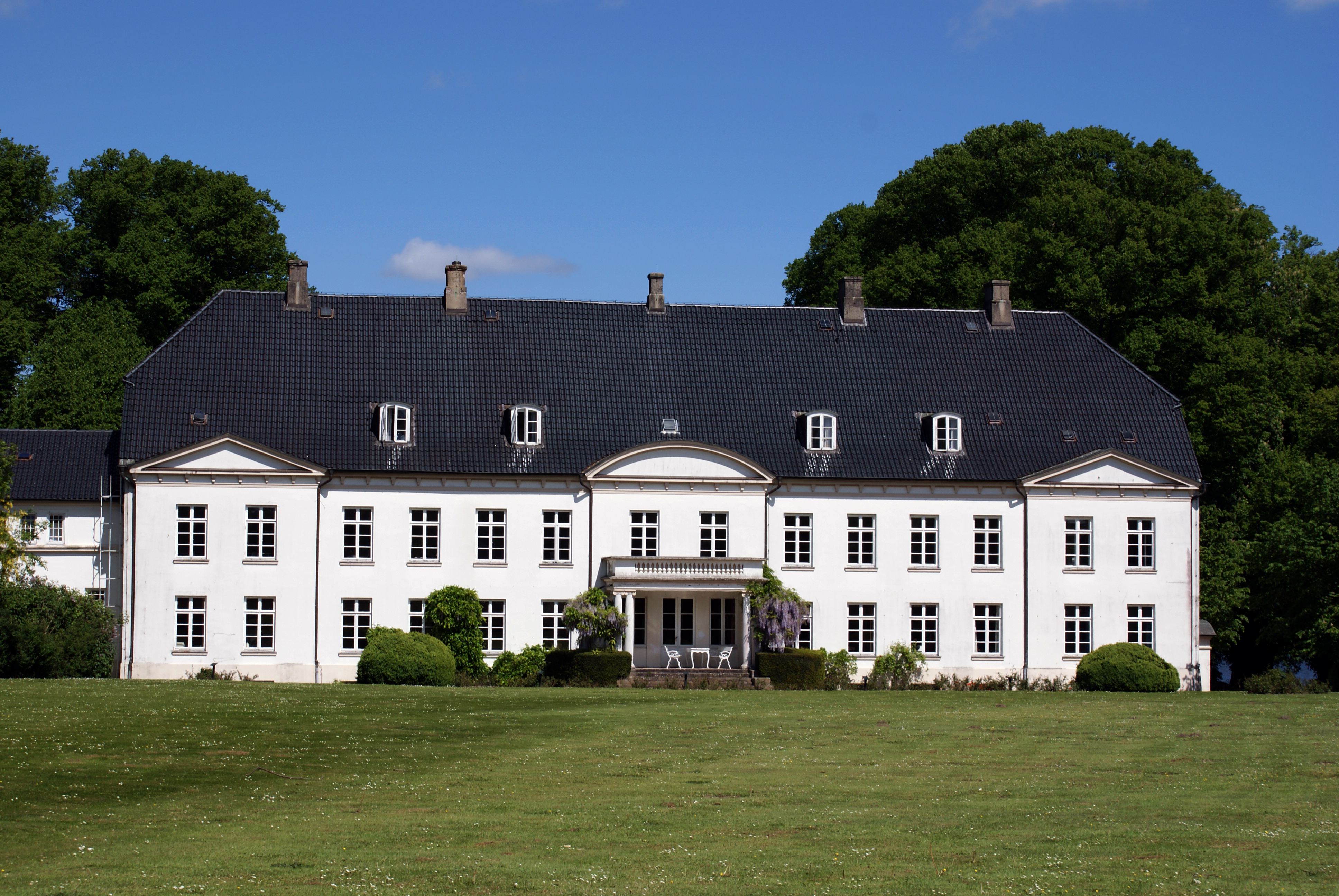
Луизенлунд

Скончался 27 сентября 2023 года в возрасте 74 лет после продолжительной болезни.

## Семья

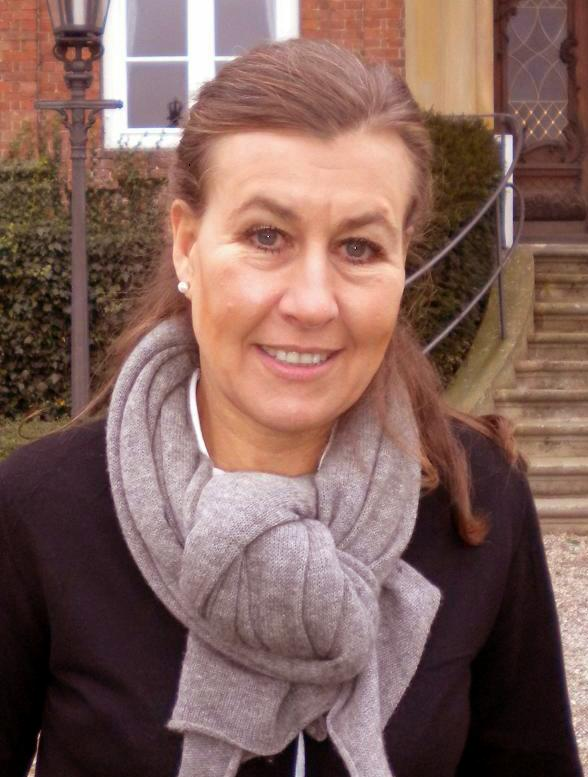
Елизавета Липпе-Вейсенфельдская

Супруга герцога Кристофа — немецкая принцесса Елизавета Липпе-Вейсенфельдская (род. 1957). Дочь принца Альфреда Липпе-Вейсенфельдского и баронессы Ирмгард Вагнер фон Вехрборн. Гражданская церемония брака прошла в Глюксбурге 23 сентября 1981 года, религиозная — 3 октября. В браке родилось четверо детей:
- София (род. 1983);
- Фридрих Фердинанд[вд] (род. 1985) — наследник титула отца;
- Константин (род. 1986);
- Леопольд (род. 1991).